# Charles de Seyssel
Charles de Seyssel (* vor 1460 auf der Burg Meillonnas; † April 1513 in Moirans) war von 1509 bis 1513 Bischof von Genf.

## Leben
Er entstammt einem savoyischen Adelsgeschlecht. Seine Eltern waren Philibert de Seyssel, Herr von Aix-les-Bains und Bonne de La Chambre. Er trat den Antonitern in Chambéry bei, 1483 wurde er Präzeptor der dortigen Kommende. Charles, der Apostolische Protonotar und Familiar von Papst Sixtus IV. war, erhielt 1481 das Hospiz von Villeneuve und die Pfarrei von Montreux.
1490 wurde er vom Genfer Domkapitel zum Nachfolger des verstorbenen Bischofs Franz von Savoyen gewählt, die Wahl wurde jedoch von Papst Innozenz VIII. nicht bestätigt. Bischof wurde der von Savoyen unterstützte Antoine Champion. Charles’ erneute Wahl zum Bischof von Genf nach dem Rücktritt Philipps von Savoyen, wurde am 5. November 1519 von Papst Julius II. bestätigt, der feierliche Einzug in Genf fand am 2. Juni 1510 statt.
Charles unterstützte die Genfer Bürgerschaft gegen Herzog Karl III. von Savoyen, der versuchte seinen Einfluss in Genf auszubauen. Auf der Rückreise von einer Pilgerfahrt zur Notre-Dame du Puy-en-Velay erkrankte er und starb im April 1513 in Moirans. Er wurde in der Kirche der Antoniter in Chambéry bestattet.